# Gabriel Boisguyon
Gabriel Nicolas François de Boisguyon est un militaire français du XVIIIe siècle et de la Révolution française né à Châteaudun en 1763 et mort guillotiné à Paris le 21 novembre 1793.

## Biographie
Gabriel Nicolas François de Boisguyon naît à Châteaudun de Gabriel André de Boisguyon, seigneur des Châteliers, écuyer de Madame Adélaïde, et d'Anne Marie Erneste Cuperly de Jany, devient page de la comtesse d'Artois en 1773 puis sous-lieutenant au régiment de La Fère, s'engageant dans l'armée de bonne heure et se rallia aux idées révolutionnaires, puis rejoignit l'armée des côtes de La Rochelle en Vendée insurgée. Promu adjudant-général en 1793, il sert sous Boulard et Beysser. le 30 avril 1793, il sort de Machecoul, reprise par les troupes de Beysser depuis le 22, avec 600 hommes et 2 canons pour aller occuper la ville de Legé. Mais 1500 Vendéens commandés par François Athanase de Charette de La Contrie tendirent une embuscade à sa troupe. Boisguyon tenta de regrouper ses hommes, mais ceux-ci se débandèrent. Il ne put les rallier qu'une fois arrivé à Machecoul. Il a perdu cent hommes et ses deux pièces de canons, qui, s'étant embourbées ont dû être abandonnées. Traduit devant une commission militaire à Saumur, il est réintégré à son grade initial. Il est envoyé en garnison à Machecoul avec son ami le colonel Prat. Le 11 juin 1793, Boisguyon et Prat n'ont que 1 300 soldats à opposer aux 12 000 Vendéens de Charette, Savin, Vrignault, Joly et Lescure, lors de la défense de Machecoul. Les Républicains perdent 400 hommes et 18 canons. Boisguyon est destitué et rappelé à Paris.

### Rappel, procès et mort
Destitué pour sa défaite à Machecoul le 11 juin, Boisguyon arrive à Paris le 14 juin et est immédiatement arrêté et conduit à la prison du Luxembourg. Il est emprisonné jusqu'à son procès qui se tient le 14 novembre. Boisguyon fait difficilement face aux critiques de Robespierre et Hébert et au regard menaçant de Fouquier-Tinville ainsi qu'aux huées du public. Malgré le témoignage de ses supérieurs et de Prat, Gabriel Nicolas Boisguyon est déclaré coupable et est guillotiné à l'âge de 30 ans le 21 novembre 1793 place de la Révolution.

## Autres sources
- Jean Julien Michel Savary, Guerres des Vendéens et des Chouans contre la République, t. I, 1824, p. 182-183. texte en ligne sur google livres.
- Jacques-Antoine Dulaure, Esquisses historiques des principaux évènemens de la Révolution française, tome 3, Baudouin frères, Paris, 1824, p. 39.
- Principauté de Liège - Volume 30 - Page 435, 1998.